# Коулмэн, Чад
Чад Коулмэн (англ. Chad Coleman) — американский актёр кино и телевидения, известный по ролям Денниса «Катти» Уайза в телесериале «Прослушка» и Тайриза в телесериале «Ходячие мертвецы».

## Ранние годы
Чад родился и вырос в Ричмонде, штат Вирджиния. Когда ему было 11 месяцев родители Коулмэна отказались от него и его четырёх братьев и сестер. Детей воспитывали приёмные родители Джордж и Лотти Бёрд. Ещё в школе занимался беговой лёгкой атлетикой, но из-за травмы ноги он бросил спорт и начал проявлять интерес к актёрской игре. После окончания средней школы в 1984 году Чад Коулмэн учился в Университете Содружества Виргинии, но спустя год бросил учёбу и поступил на службу в армию, где прослужил четыре года в качестве видеооператора. Занимался съемками социальной рекламы и музыкальных клипов.

## Карьера
Переехав в Нью-Йорк, работал дублером в сериале «Шоу Косби». В 2002 году снялся в роли О. Джей Симпсона в телефильме «Погром в понедельник вечером». Чад также снялся в сериалах «Терминатор: Битва за будущее» и «Прослушка», а также небольшая роль в фильме «Путь Карлито 2: Восхождение к власти». Кроме того он озвучил персонажа Тренера в игре Left 4 Dead 2.
Позже Чад снялся в таких сериалах как: «Закон и порядок: Специальный корпус», «C.S.I.: Место преступления Майами», «Обмани меня», «Хорошая жена», а также в сериале «Ходячие мертвецы», в котором он исполнил роль Тайриза Уильямса.

## Избранная фильмография
| Год       |   | Русское название                  | Оригинальное название                   | Роль                |
| --------- | - | --------------------------------- | --------------------------------------- | ------------------- |
| 1993      | ф | Нью-йоркский полицейский          | New York Undercover Cop                 | Айсмен              |
| 1994—1995 | с | Закон и порядок                   | Law & Order                             | Вайнер / Генри      |
| 1994—1996 | с | Полицейские под прикрытием        | New York Undercover                     | Шуп / Кевин Грей    |
| 1999—2001 | с | Третья смена                      | Third Watch                             | Ламар / Гриссом     |
| 2004—2008 | с | Прослушка                         | The Wire                                | Деннис «Катти» Уайз |
| 2008      | с | Жизнь на Марсе                    | Life on Mars                            | Сюд                 |
| 2008      | с | C.S.I.: Место преступления Майами | CSI: Miami                              | Кевин Ландау        |
| 2009      | с | Терминатор: Битва за будущее      | Terminator: The Sarah Connor Chronicles | Куиг                |
| 2011      | ф | Зелёный Шершень                   | The Green Hornet                        | Чили                |
| 2011      | ф | Несносные боссы                   | Horrible Bosses                         | бармен              |
| 2012      | с | Мыслить как преступник            | Criminal Minds                          | Малкольм Форд       |
| 2012—2015 | с | Ходячие мертвецы                  | The Walking Dead                        | Тайриз Уильямс      |
| 2015—2019 | с | Пространство                      | The Expanse                             | Фред Джонсон        |
| 2016      | с | Корни                             | Roots                                   | Минго               |
| 2016      | с | Стрела                            | Arrow                                   | Тобиас Черч         |
| 2016—2017 | с | Жуть                              | Freakish                                | тренер              |
| 2017—2019 | с | Орвилл                            | The Orville                             | Клайден             |
| 2019      | с | Настоящий американец              | All American                            | Кори Джеймс         |
| 2021—...  | с | Супермен и Лоис                   | Superman and Lois                       | Бруно Мангейм       |